# Die andere Seite (Serie)
Die andere Seite ist eine deutsche „Paranormale-Fernsehserie“ von  filmpool entertainment, die am 25. Dezember 2017 auf TLC erstausgestrahlt wurde. 2017 und 2018 wurde in Köln und Rödingen gedreht. Ab dem 25. Mai 2018 zeigte TLC fünf weitere Folgen. Da die Serie keine guten Reaktionen hatte, wurde bisher keine zweite Staffel produziert. Die Serie sahen durchschnittlich 50.000 Menschen.

## Inhalt
Der ehemalige katholische Pfarrer Christian Fischer hat sein Leben der Bekämpfung böser Mächte verschrieben, seit er als kleiner Junge von paranormalen Erscheinungen heimgesucht wurde. Gemeinsam mit  der Psychologin Eva Richter taucht Christian in mysteriöse Fälle ein, die unerklärlich scheinen. Die Serie handelt von ruhelosen Seele und verhexten Gegenständen bis hin zu todbringenden Dämonen.
Folgen
1. Dunkle Mächte
2. Braut in Schwarz
3. Die Brut
4. Haus der Seelen
5. Die Zahnfee
6. Das Letzte Spiel